# كارين كيفوس
كارين كيفوس Karin Kiwus (ولدت 9 نوفمبر 1942 في برلين) هي كاتبة ألمانية.

## حياتها
درست كارين كيفوس علوم النشر واللغة الألمانية وأدبها والعلوم السياسية في الجامعة الحرة في برلين، وحصلت على درجة الماجستير في سنة 1970. عملت بين عامي 1971 و 1973 مساعدة علمية في أكاديمية الفنون في برلين، وبين عامي 1973 و1975 مراجعة في دار نشر زوركامب Suhrkamp-Verlag، ورأست في عام 1975 قسم الأدب في أكاديمية الفنون في برلين. وفي عام 1978 أصبحت أستاذة زائرة في جامعة تكساس في أوستن، وفي عامي 1981 و1982 محاضرة في الجامعة الحرة في برلين. وفي عامي 1986 و 1987 عملت مجددا مراجعة في دار نشر في هامبورغ، قبل أن تعود في عام 1987 إلى أكاديمية الفنون في برلين، حيث تقيم حاليا.
حصلت عن أعمالها الشعرية الجائزة الأدبية التشجيعية من بريمن في عام 1977، وفي عام 1981 على الجائزة التشجيعية من الدائرة الثقافية في النقابة الاتحادية للصناعة الألمانية.

## من أعمالها
- من جانبي الحاضر 1976 Von beiden Seiten der Gegenwart
- تسعة وثلاثون قصيدة 1981
- صباح مريب 1987
- الاختبار الصيني 1992
- في الضوء الأول، نهاية السبعينات، بداية الثمانينات
- صلات مؤكدة 1979
- بعد الحياة 2006

كتب من تحريرها:
- حين انتهت الحرب 1975
- عن الطعام والشراب 1978 (بالاشتراك مع هينيج جرونفالد)
- كتاب مؤلفي برلين 1985
- حلم العقل، من البؤس إلى التنوير
- تقرير لأكاديمية 1996
- برلين – مكان للكتابة 1996 (بالاشتراك مع باربارا فويْجت)
- أساسيات لقراء جراس 2002 (بالاشتراك مع فولفجانج تراوتفاين)
- حين أنظر إلى حياتي حتى الآن، فلا بد أن أنشد الأغاني 2002